# Problème de Zendia
Le problème de Zendia est un exercice de cryptanalyse et d'analyse de trafic mis au point par Lambros D. Callimahos pour son cours de cryptanalyse CA-400 à la NSA.

## Énoncé
Le scénario se base sur 375 messages radios prétendument interceptés le 23 décembre par un contingent américain des Nations unies sur l'île imaginaire de Zendia dans l'océan Pacifique.
Les messages sont de la forme :
```
XYR DE OWN 4235KCS 230620T USM-99/00091

9516 8123 0605 7932 8423 5095 8444 6831

JAAAJ EUEBD OETDN GXAWR SUTEU   EIWEN YUENN ODEUH RROMM EELGE
AEGID TESRR RASEB ENORS RNOMM   EAYTU NEONT ESFRS NTCRO QCEET
OCORE IITLP OHSRG SSELY TCCSV   SOTIU GNTIV EVOMN TMPAA CIRCS
ENREN OTSOI ENREI EKEIO PFRNT   CDOGE NYFPE TESNI EACEA ISTEM
SOFEA TROSE EQOAO OSCER HTTAA   LUOUY LSAIE TSERR ESEPA PHVDN
HNNTI IARTX LASLD URATT OPPLO   AITMW OTIAS TNHIR DCOUT NMFCA
SREEE USSDS DHOAH REEXI PROUT   NTTHD JAAAJ EUEBD

```

La première ligne de chaque message est donnée par l'opérateur SIGINT et contient l'indicatif, la fréquence, et l'heure et la référence du message. Le reste du message est une transcription de la transmission en morse.
Initialement l'en-tête numérique du message n'est pas connue et certains de ses éléments peuvent être déterminés via l'analyse du trafic.

## Activités
Le problème de Zendian a été déclassifié et peut être trouvé dans le livre de Callimahos Military Cryptanalytics ou dans un ouvrage qui lui est dédié.
Les élèves qui finissent avec succès le cours CA-400 deviennent membres de la Dundee Society.
Une carte du pays imaginaire Zendia est affichée sur le mur de la bibliothèque au National Cryptologic Museum.